# صيغة لارمور

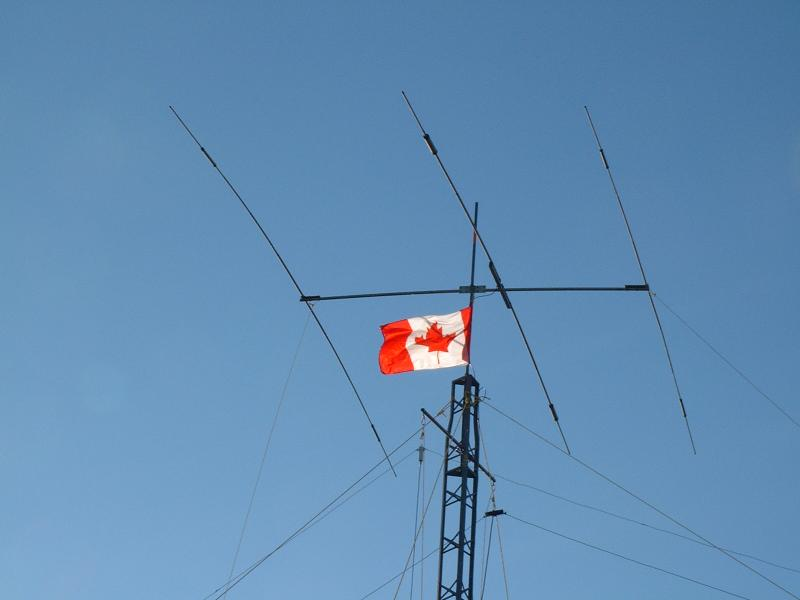
هوائي ياغي أودا. يمكن أن يشع موجات الراديو من الهوائي عن طريق تسريع الإلكترونات في الهوائي. هذه عملية متماسكة coherent ، لذا فإن إجمالي القدرة المشعة يتناسب مع مربع عدد الإلكترونات المتسارعة.

في الديناميكا الكهربائية ، تُستخدم صيغة لارمور Larmor formula لحساب القدرة الإجمالية المشعة بواسطة شحنة نقطية غير نسبية أثناء تسارعها. اُشْتُقَّت لأول مرة بواسطة JJ Larmor في عام 1897 ،  في سياق نظرية موجات الضوء .
عندما يتسارع أي جسيم مشحون (مثل إلكترون أو بروتون أو أيون ) ، تُشع الطاقة على شكل موجات كهرومغناطيسية . بالنسبة للجسيم الذي تكون سرعته صغيرة بالنسبة إلى سرعة الضوء (أي غير نسبي) ، يمكن حساب القدرة الكلية التي يشعها الجسيم (عند اعتباره شحنة نقطية) بواسطة صيغة لارمور:{\displaystyle P={2 \over 3}{\frac {q^{2}}{4\pi \varepsilon _{0}c}}\left({\frac {\dot {v}}{c}}\right)^{2}={2 \over 3}{\frac {q^{2}a^{2}}{4\pi \varepsilon _{0}c^{3}}}={\frac {q^{2}a^{2}}{6\pi \varepsilon _{0}c^{3}}}=\mu _{0}{\frac {q^{2}a^{2}}{6\pi c}}{\text{ (SI units)}}}{\displaystyle P={2 \over 3}{\frac {q^{2}a^{2}}{c^{3}}}{\text{ (cgs units)}}}حيث {\displaystyle {\dot {v}}} أو {\displaystyle a} التسارع المناسب ،و {\displaystyle q} الشحنة ، و {\displaystyle c} سرعة الضوء. يتم إعطاء التعميم النسبي من قبل إمكانات لينارد وويتشرت .
في أي من نظامي الوحدة ، يمكن التعبير عن القدرة التي يشعها إلكترون واحد من باعتمادها على نصف قطر الإلكترون الكلاسيكي وكتلة الإلكترون على النحو التالي:{\displaystyle P={\frac {2}{3}}{\frac {m_{e}r_{e}a^{2}}{c}}}أحد الآثار المترتبة على ذلك هو أن الإلكترون الذي يدور حول النواة - كما في نموذج بوهر - لا بد من أن يفقد طاقة ، ويسقط على النواة وبذلك تنهار الذرة. لم يتم حل هذا اللغز (عدم انهيار الذرات) حتى تم تقديم نظرية الكم ، تلك النظرية التي أتت بالحل الذي فشلت فيه النظريات الكلاسيكية .

## الاشتقاق

### الاشتقاق 1: النهج الرياضي (باستخدام وحدات CGS)
علينا أولًا إيجاد شكل المجالين الكهربائي والمغناطيسي. يمكن كتابة الحقول (للحصول على اشتقاق أكمل انظر إمكانات Liénard-Wiechert ){\displaystyle \mathbf {E} (\mathbf {r} ,t)=q\left({\frac {\mathbf {n} -{\boldsymbol {\beta }}}{\gamma ^{2}(1-{\boldsymbol {\beta }}\cdot \mathbf {n} )^{3}R^{2}}}\right)_{\rm {ret}}+{\frac {q}{c}}\left({\frac {\mathbf {n} \times [(\mathbf {n} -{\boldsymbol {\beta }})\times {\dot {\boldsymbol {\beta }}}]}{(1-{\boldsymbol {\beta }}\cdot \mathbf {n} )^{3}R}}\right)_{\rm {ret}}}و{\displaystyle \mathbf {B} =\mathbf {n} \times \mathbf {E} ,}حيث {\displaystyle {\boldsymbol {\beta }}} هي سرعة الشحنة مقسومًا على {\displaystyle c} ، و {\displaystyle {\dot {\boldsymbol {\beta }}}} هي تسارع الشحنة مقسومة على c ، و {\displaystyle \mathbf {n} } هو متجه وحدة في اتجاه {\displaystyle \mathbf {r} -\mathbf {r} _{0}} ، و {\displaystyle R} هو حجم (مطال) {\displaystyle \mathbf {r} -\mathbf {r} _{0}} ، و {\displaystyle \mathbf {r} _{0}} هو موقع الشحنة ، و {\displaystyle \gamma =(1-\beta ^{2})^{-1/2}} . يتم تقييم الشروط الموجودة على اليمين في وقت التخلف {\displaystyle t_{\text{r}}=t-R/c} .
الطرف الأيمن هو مجموع المجالات الكهربائية المرتبطة بسرعة الجسيم المشحون وتسارعه. يعتمد مجال السرعة فقط على {\displaystyle {\boldsymbol {\beta }}} بينما يعتمد مجال التسارع على كليهما {\displaystyle {\boldsymbol {\beta }}} و {\displaystyle {\dot {\boldsymbol {\beta }}}} وعلى الزاوية بين الاثنين. بما أن مجال السرعة يتناسب مع {\displaystyle 1/R^{2}} ، فإنه يتناقص بسرعة كبيرة بزيادة المسافة. من ناحية أخرى ، يتناسب مجال التسارع acceleration field مع {\displaystyle 1/R} ، مما يعني أنه يتضاءل سقط ببطء أكثر بزيادة المسافة. لهذا السبب ، يمثل مجال التسارع مجال الإشعاع وهو مسؤول عن نقل معظم الطاقة بعيدًا عن الشحنة.
يمكننا إيجاد كثافة تدفق الطاقة في مجال الإشعاع عن طريق حساب متجه Poynting :{\displaystyle \mathbf {S} ={\frac {c}{4\pi }}\mathbf {E} _{\text{a}}\times \mathbf {B} _{\text{a}},}حيث تؤكد الرموز "a" على أننا نأخذ مجال التسريع فقط. عند الاستبدال في العلاقة بين المجالين المغناطيسي والكهربائي والتبسيط ، تعطي الحالة غير النسبية (حالة السرعات الأقل كثيرا من سرعة الضوء) المعادلة التالية: {\displaystyle \mathbf {S} ={\frac {q^{2}}{4\pi c}}\left|{\frac {\mathbf {n} \times (\mathbf {n} \times {\dot {\boldsymbol {\beta }}})}{R}}\right|^{2}\mathbf {n} .}فإذا تركنا الزاوية بين العجلة ومتجه الملاحظة تساوي {\displaystyle \theta } ، واعتبرنا التسارع {\displaystyle \mathbf {a} ={\dot {\boldsymbol {\beta }}}c} ، إذن تكون القدرة المشعة لكل وحدة زاوية صلبة هي:{\displaystyle {\frac {dP}{d\Omega }}={\frac {q^{2}}{4\pi c}}{\frac {\sin ^{2}(\theta )\,a^{2}}{c^{2}}}.}يمكن إيجاد القدرة الإجمالية المشعة بدمج هذه الكمية على جميع الزوايا الصلبة (أي عبر كل {\displaystyle \theta } و {\displaystyle \phi } ). هذا يعطي:{\displaystyle P={\frac {2}{3}}{\frac {q^{2}a^{2}}{c^{3}}},}وهي نتيجة لارمور لشحنة متسارعة غير نسبية. وهي تربط القدرة التي يشعها الجسيم بتسارعه. يظهر بوضوح أنه كلما زادت سرعة الشحن كلما زاد الإشعاع. نتوقع هذا لأن مجال الإشعاع يعتمد على التسارع.

## التعميم النسبي

### شكل متغير
باعتبار الزخم p ، نصل إلى صيغة لارمور الغير نسبية (بوحدات CGS) {\displaystyle P={\frac {2}{3}}{\frac {q^{2}}{m^{2}c^{3}}}|{\dot {\mathbf {p} }}|^{2}.}يمكن إظهار أن القوة P تكون ثابتة لورنتز . لذلك يجب أن يربط أي تعميم نسبي لصيغة لارمور P بكمية لورنتز الثابتة الأخرى. الكمية {\displaystyle |{\dot {\mathbf {p} }}|^{2}} التي تظهر في الصيغة غير النسبية تشير إلى أن الصيغة الصحيحة نسبيًا يجب أن تتضمن مقياس لورنتز الذي تم العثور عليه من خلال أخذ المنتج الداخلي للعجلة الأربعة aμ = dpμ/dτ مع نفسها [هنا pμ = (γmc, γmv) هي الزخم الرباعي ]. فيكون التعميم النسبي الصحيح لصيغة لارمور (بوحدات CGS)  المعادلة التالية: 
| {\displaystyle z=re^{i\phi }=x+iy\,\!} |يمكن إثبات أن هذا المنتج الداخلي مُعطى بواسطة {\displaystyle {\frac {dp_{\mu }}{d\tau }}{\frac {dp^{\mu }}{d\tau }}=\beta ^{2}\left({\frac {dp}{d\tau }}\right)^{2}-\left({\frac {d{\mathbf {p} }}{d\tau }}\right)^{2},}وهكذا في حدود β ≪ 1 ، فإنه يتبسط إلى {\displaystyle -|{\dot {\mathbf {p} }}|^{2}} ، وبالتالي يعود لإنتاج الحالة غير النسبية. ومعبرًا عنها من حيث التسارع المناسب الثابت طبقا لــ لورنتز ، فإن قوة لارمور النسبية هي ( لا تزال في CGS ) | {\displaystyle P={\frac {2}{3}}{\frac {q^{2}a^{2}}{c^{3}}}.} |

### الصيغة الغير متغيرة
يمكن أيضًا كتابة المنتج الداخلي أعلاه من حيث β ومشتقتها الزمنية. ثم يكون التعميم النسبي لصيغةلارمور (بوحدات CGS) 
| {\displaystyle P={\frac {2q^{2}\gamma ^{6}}{3c}}\left[({\dot {\boldsymbol {\beta }}})^{2}-({\boldsymbol {\beta }}\times {\dot {\boldsymbol {\beta }}})^{2}\right].} |هذه هي نتيجة لينارد ، التي تم الحصول عليها لأول مرة عام 1898. عندما تكون {\displaystyle \beta \rightarrow 1} ينمو الإشعاع بالقوة {\displaystyle \gamma ^{6}} ، والجسيم يفقد طاقته على شكل موجات كهرومغناطيسية. وعندما يكون التسارع والسرعة متعامدين ، فإن القدرة تقل بمعامل {\displaystyle 1-\beta ^{2}=1/\gamma ^{2}} .

ومع ذلك ، فإن كتابة صيغة لينارد من حيث السرعة تعطي دلالة مضللة. من حيث الزخم بدلاً من السرعة ، تصبح صيغة لينارد للتسارع الموازي للسرعة
| {\displaystyle P_{\parallel }={\frac {2q^{2}}{3cm^{2}}}\left({\frac {\bf {dp}}{dt}}\right)^{2}.} |وبالنسبة للعجلة (التسارع) المتعامد على السرعة ، تكون القدرة المشعة:| {\displaystyle P_{\perp }={\frac {2q^{2}\gamma ^{2}}{3cm^{2}}}\left({\frac {\bf {dp}}{dt}}\right)^{2}.} |يوضح هذا أن القدرة المنبعثة بسبب التسارع المتعامد على السرعة أكبر بمعامل قدره {\displaystyle \gamma ^{2}} من قوة التسارع الموازي للسرعة.

### التوزيع الزاوي
يُعطى التوزيع الزاوي للقدرة المشعة بواسطة صيغة عامة تنطبق سواء كان الجسيم نسبيًا (بالنسبة لسرعته) أم لا . في وحدات CGS ، هذه الصيغة هي {\displaystyle {\frac {dP}{d\Omega }}={\frac {q^{2}}{4\pi c}}{\frac {|\mathbf {\hat {n}} \times [(\mathbf {\hat {n}} -{\boldsymbol {\beta }})\times {\dot {\boldsymbol {\beta }}}]|^{2}}{(1-\mathbf {\hat {n}} \cdot {\boldsymbol {\beta }})^{5}}},}حيث {\displaystyle \mathbf {\hat {n}} } هو متجه وحدة يشير من الجسيم نحو الراصد. في حالة الحركة الخطية (السرعة الموازية للعجلة) ، يتم تبسيط هذا إلى:{\displaystyle {\frac {dP}{d\Omega }}={\frac {q^{2}a^{2}}{4\pi c^{3}}}{\frac {\sin ^{2}\theta }{(1-\beta \cos \theta )^{5}}},}حيث {\displaystyle \theta } هي الزاوية بين المراقب وحركة الجسيم.

## انتشار الموجات الكهرومغناطيسية (الإشعاع) في وقت البدء
في حساب صيغة لارمور المذكورة أعلاه ، يتم إعطاء التسارع في وقت التخلف retarded time . هذا يعني أنه يمكن استخدام أي تسارع في الحركة المبكرة للجسيم المشحون في الصيغة ، مما يجعلها غير محددة بشكل أساسي. تم حل هذه الصعوبة من خلال اشتقاق حديث يعطي التسارع في جميع الصيغ أعلاه في الوقت المبدئي.

## القضايا والآثار

### تفاعل إشعاعي
يحمل الإشعاع الصادر من الجسيمات المشحونة الطاقة والزخم. من أجل تلبية الطاقة والحفاظ على الزخم ، يجب أن يعاني الجسيم المشحون من ارتداد recoil في وقت الانبعاث. يجب أن يبذل الإشعاع قوة إضافية على الجسيم المشحون. تُعرف هذه القوة باسم قوة أبراهام-لورنتز بينما يُعرف حدها غير النسبي باسم قوة لورنتز الذاتية وتُعرف الأشكال النسبية باسم قوة لورنتز ديراك أو قوة أبراهام-لورنتز-ديراك. تعد ظاهرة التفاعل الإشعاعي إحدى المشكلات والعواقب الرئيسية لصيغة لارمور. وفقًا للديناميكا الكهربية الكلاسيكية ، ينتج الجسيم المشحون إشعاعًا كهرومغناطيسيًا أثناء تسارعه. ويفقد الجسيم الزخم والطاقة نتيجة للإشعاع الذي ينتجه بعيدًا عنه. من ناحية أخرى ، تعمل قوة الاستجابة الإشعاعية أيضًا على الجسيم المشحون نتيجة للإشعاع.
تتأثر ديناميكيات الجسيمات المشحونة بشكل كبير بوجود هذه القوة. على وجه الخصوص ، تتسبب في حدوث تغيير في حركتهم يمكن تفسيره بواسطة صيغة لارمور ، وهو عامل في معادلة Lorentz-Dirac.
وفقًا لمعادلة لورنتز-ديراك ، ستتأثر سرعة الجسيم المشحون بـ "القوة الذاتية" الناتجة عن الإشعاع الخاص به. مثل هذا السلوك غير المادي مثل الحلول الجامحة ، عندما تصبح سرعة الجسيم أو طاقته غير محدودة في فترة زمنية محدودة ، قد ينتج عن هذه القوة الذاتية.
ولدت مشكلة القوة الذاتية لمعادلة لورنتز ديراك قدرًا كبيرًا من النقاش والدراسة في الفيزياء النظرية. على الرغم من أن المعادلة أثبتت أحيانًا نجاحها في وصف حركة الجسيمات المشحونة ، إلا أنها لا تزال موضوعًا للبحث الحالي.

### الفيزياء الذرية
كان اكتشاف فيزياء الكم ، ولا سيما نموذج بوهر للذرة ، قادراً على تفسير هذه الفجوة بين التنبؤ الكلاسيكي والواقع الفعلي. اقترح نموذج بوهر أن التحولات بين مستويات الطاقة المتميزة (في الذرة) ، والتي يمكن للإلكترونات أن تسكنها فقط ، قد تفسر الخطوط الطيفية المرصودة للذرات . وتم استخدام الخصائص الشبيهة بموجات للإلكترونات وفكرة تكميم الطاقة لشرح استقرار هذه المدارات الإلكترونية في الذرات.
لا يمكن استخدام صيغة لارمور إلا للجسيمات غير النسبية (أي منخفضة السرعة مقارنة بسرعة الضوء) ، مما يحد من فائدتها. تعد إمكانات Liénard-Wiechert صيغة أكثر شمولاً يجب استخدامها للجسيمات التي تنتقل بسرعات نسبية. بالإضافة إلى ذلك ، فإن صيغة لارمور تجعل الافتراض الذي لا مفر منه أن الجسيم المشحون يدور في دائرة. في حالات معينة ، قد تكون الحسابات الأكثر تعقيدًا بما في ذلك التقنيات العددية أو نظرية الاضطراب ضرورية لحساب الإشعاع الذي يصدره الجسيم المشحون بدقة.

## أنظر أيضا
- النظرية الذرية
- إشعاع السيكلوترون
- معادلة الموجة الكهرومغناطيسية
- معادلات ماكسويل في الزمكان المنحني
- رد فعل إشعاعي
- معادلة الموجة
- نظرية ويلر-فاينمان الممتصة